# Sajdnaja
Sajdnaja – miasto w Syrii, w muhafazie Damaszek. W 2004 roku liczyło 5194 mieszkańców.
Znajduje się w nim więzienie nazywane Ludzką Rzeźnią.